# 室女座32
室女座32，又名BD+08 2639，HD 110951、SAO 119574、HR 4847，是室女座的一颗恒星，视星等为5.22，位于銀經298.61，銀緯70.5，其B1900.0坐标为赤經12h 40m 33.9s，赤緯+8° 70.5′ 13″。